# Atelier Rorona: Alchemist of Arland
Atelier Rorona: Alchemist of Arland (ロロナのアトリエ　～アーランドの錬金術師～, Rorona no Atorie ~Aarando no Renkinjutsushi~) és un videojoc RPG desenvolupat per Gust.

## Jugabilitat
Atelier Rorona té quatre modes principals de jugabilitat: un mapa de camp, una pantalla de batalla, un sistema d'alquímia, i un sistema de novel·la visual. La navegació es produeix mitjançant dues il·lustracions de mapes estàtics, que representen la ciutat d'Arland i la seva zona circumdant en una vista reduïda. Les àrees del mapa de camps, com la ciutat i els boscos, es representen de forma realista en entorns en què el jugador pot conversar amb els locals, recopilar elements o trobar enemics. Els enemics dels mapes de camps són visibles obertament pels jugadors i poden participar o evitar la trobada. El contacte amb els enemics inicia una pantalla de batalla separada.
Les batalles a Atelier Rorona es basen en torns i continuen fins que qualsevol dels dos bàndols sigui derrotat o fuig. El jugador pot utilitzar atacs físics, objectes o habilitats per fer ferides o curar els personatges. Cada personatge i enemic té una sèrie de punts de vida que s'esgota quan és atacat o fa certes habilitats. Quan un personatge perd tots els punts, es desmaia; si tots els personatges del jugador cauen en batalla, ell o ella es tornen a la ciutat del joc. Alguns elements i habilitats també afecten l'element de la batalla, que, depenent de l'element, podria augmentar o disminuir l'eficiència de determinades habilitats realitzades o fer disponibles les habilitats addicionals.
L'argument de Atelier Rorona es presenta com una sèrie de dotze tasques. Cadascuna d'aquestes tasques ascendeix a tres mesos de l'argument del joc i requereix que el jugador les completi al final del període. Si el jugador no completa la tasca, el joc finalitza i s'ha de restaurar des d'una partida guardada prèviament. La trama es desenvolupa a mesura que el jugador progressa a través de converses de text relacionades amb una jugabilitat a l'estil de novel·la visual. La jugabilitat d'aquest segment requereix poca interacció entre els jugadors, ja que la major part del temps es dedica a llegir el text que apareix a la pantalla. Hi ha catorze línies argumentals principals que el jugador tindrà l'oportunitat de seguir. Per veure totes les línies de la trama, el jugador haurà de jugar el joc diverses vegades i realitzar diferents missions per als diferents personatges del joc.